# Starbuck (Washington)
Starbuck és una població dels Estats Units a l'estat de Washington. Segons el cens del 2006 tenia 128 habitants.

## Demografia
Segons el cens del 2000, Starbuck tenia 130 habitants, 65 habitatges, i 39 famílies. La densitat de població era de 251 habitants per km².
Dels 65 habitatges en un 13,8% hi vivien nens de menys de 18 anys, en un 47,7% hi vivien parelles casades, en un 10,8% dones solteres, i en un 38,5% no eren unitats familiars. En el 35,4% dels habitatges hi vivien persones soles el 13,8% de les quals corresponia a persones de 65 anys o més que vivien soles. El nombre mitjà de persones vivint en cada habitatge era de 2 i el nombre mitjà de persones que vivien en cada família era de 2,45.
Per edats la població es repartia de la següent manera: un 14,6% tenia menys de 18 anys, un 6,2% entre 18 i 24, un 23,8% entre 25 i 44, un 26,9% de 45 a 60 i un 28,5% 65 anys o més.
L'edat mediana era de 50 anys. Per cada 100 dones de 18 o més anys hi havia 109,4 homes.
La renda mediana per habitatge era de 18.125 $ i la renda mediana per família de 21.875 $. Els homes tenien una renda mediana de 34.063 $ mentre que les dones 13.750 $. La renda per capita de la població era de 14.770 $. Aproximadament el 15,2% de les famílies i el 24,3% de la població estaven per davall del llindar de pobresa.

## Poblacions més properes
El següent diagrama mostra les poblacions més properes.